# Vita d'Angelo Sanguinetti
Vita d'Angelo Sanguinetti (Modena, 1725 – Modena, 3 dicembre 1806) è stato un banchiere, imprenditore e politico italiano, esponente della famiglia Sanguinetti di Modena.

## Biografia
Vita Sanguinetti nacque a Modena da Angelo Sanguinetti esponente della Comunità ebraica di Modena. La famiglia Sanguinetti è annoverata tra le più facoltose ed illustri stirpi ebraiche di Modena. Di professione banchieri ed imprenditori furono tra gli esponenti più importanti della comunità ebraica della città. Come i Formiggini, possedevano una sinagoga, elemento particolarmente importante poiché vi si tenevano le elezioni dei massari della comunità sino dal 1500, ed un oratorio privato. Nel 1700 famiglie mercantili come i Sanguinetti, i Sacerdoti, i Norsa e gli Usiglio possedevano tutti i filatoi ad acqua della città . Si sposò con Bonaventura Tovina (nata a Modena nel 1735 e morta a Modena il 2 dicembre 1776) dalla quale ebbe Emanuele (nato a Modena il 26 gennaio 1765 e morto a Modena il 7 febbraio 1850) che si sposò con Allegra Trieste, esponente di una ricca famiglia di Padova; Raffaele Sanguinetti che invece si sposò nel 1785 con Rachele Costantini di Ancona.
Nel 1776 fu eletto deputato regolatore di Modena insieme ad Emanuele Sacerdoti, Mosè Formiggini, Moisè Sanguinetti, Bondì Sanguinetti, Bonaventura Formiggini, Salomon Usiglio, Consiglio Levi e Flaminio Rovighi. Essi parteciparono alla vita della società civile e si batterono per il nuovo governo modenese e la Repubblica Cisalpina, svolgendo importanti incarichi politici.
Abile imprenditore nel 1784 riaprì il filatoio tessile di Spilamberto ed altri quattro filatoi nel modenese. Tutte le attività imprenditoriali del Sanguinetti erano racchiuse nella ditta cantante 
"Vita d'Angelo Sanguinetti e figli", che sarebbe stata guidata dopo la sua morte dal 
primogenito Raffaele. Ammalatosi verso la fine del 1806, la gestione passò effettivamente nelle mani di Raffaele, che succedette al padre nel novembre del 1806.